# Zub

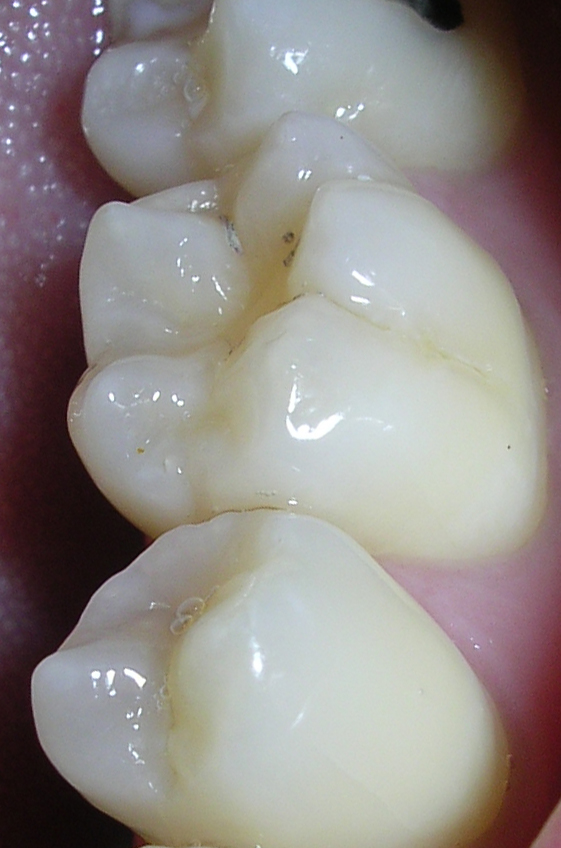
Lidská stolička

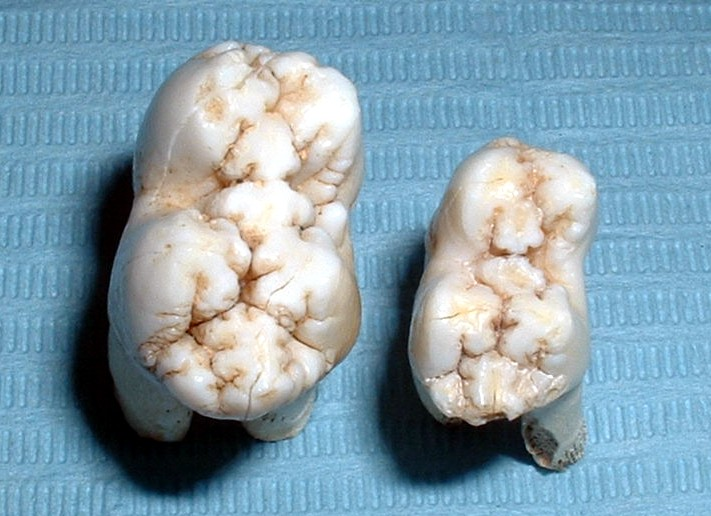
Zub prasete

Zub (lat. dens, řec. ὀδούς čteno odoús) je tvrdý útvar v dutině ústní většiny obratlovců. Zuby slouží především k uchopování, oddělování a rozmělňování potravy a v neposlední řadě také k obraně i útoku. Jsou usazeny v zubních lůžkách.  Soubor zubů se nazývá chrup neboli dentice. Zdravý dospělý člověk má celkem 32 zubů (definitivní chrup), dítě 20 zubů mléčných (dočasný chrup). Někteří kytovci (jmenovitě kosticovci) nemají zuby vůbec, místo nich mají rohovinové pláty.

## Rozdělení zubů
Tvar, počet zubů, doba jejich růstu –⁠ protože zuby slouží k přijímání potravy, jsou přizpůsobené na míru každému ozubenému živočichovi. Proto se od sebe zuby jednotlivých druhů velmi liší. Například býložravci mají stoličky k rozmělňování tuhých rostlin, naproti tomu masožravci potřebují velké špičáky k zabití kořisti. Zuby všech živočichů proto lze rozdělit z několika hledisek:

### Podle tvaru jednotlivých zubů

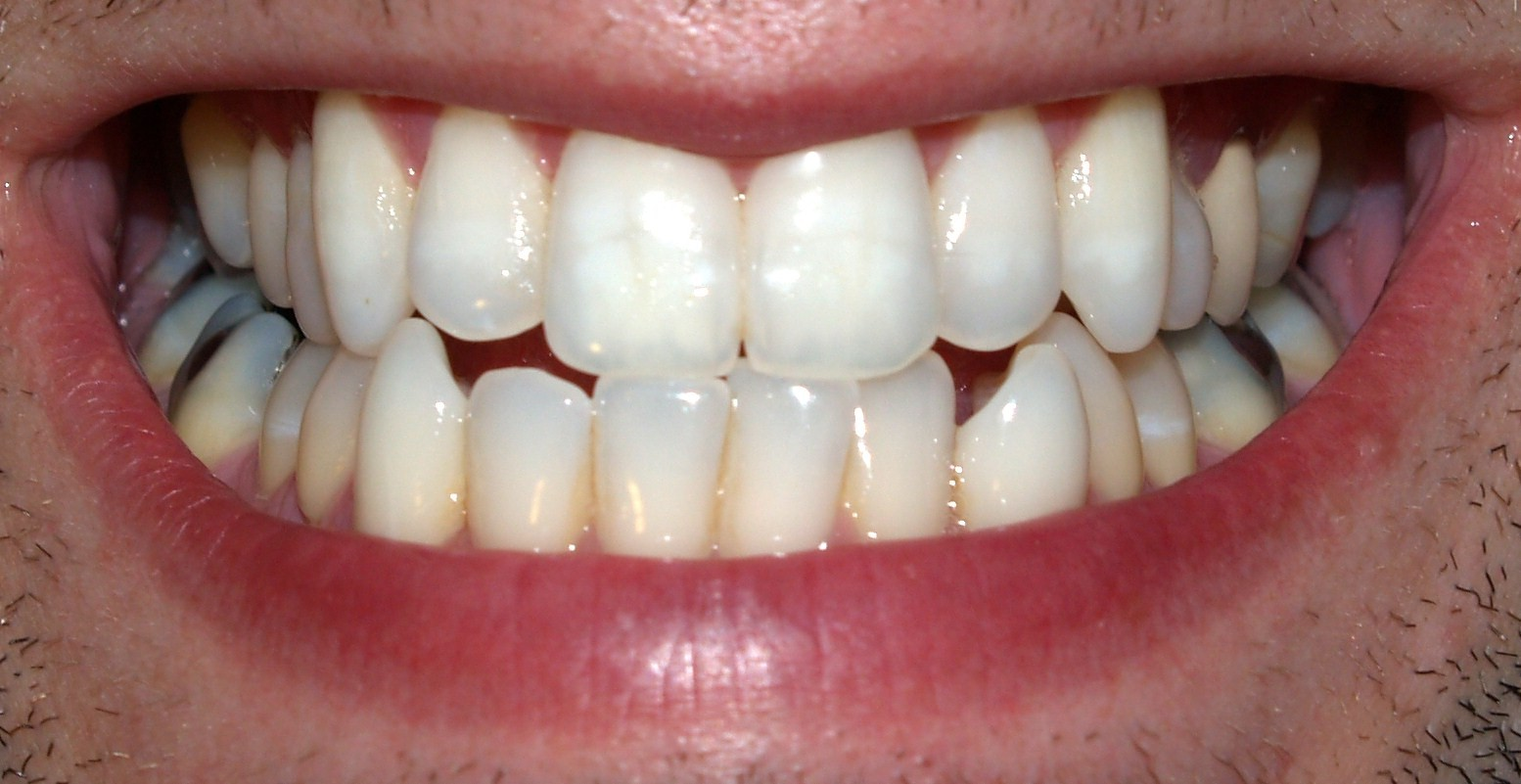
Lidský chrup

- homodontní chrup: všechny zuby v čelistech mají stejný tvar (příklad: dravé ryby, kytovci)
- heterodontní chrup: zuby jsou rozdělené podle tvaru na řezáky (incisivy), špičáky (caniny), třenové zuby (premoláry) a stoličky (moláry). Počet zastoupených druhů zubů je druhově specifický.

### Podle délky růstu
- zuby s omezeným růstem (brachyodontní): jakmile se prořezají z dásně, již dále nerostou.
- zuby s prodlouženou dobou růstu (semihypselodontní): rostou i nějakou dobu po prořezání
- zuby trvale rostoucí (hypselodontní): rostou po celý život

### Podle trvání a výměny
- polyfyodontní: zuby jsou v několika řadách, po vypadnutí je zub hned nahrazen novým
- difyodontní: nejprve vyrůstá dočasný, mléčný zub, ten je později nahrazen zubem trvalým
- monofyodontní: zub vyrůstá jen jednou za život, není nahrazován

Zuby člověka jsou tedy heterodontní, s omezeným růstem a většinou difyodontní, s výjimkou stoliček, které jsou monofyodontní.

## Stavba zubu

Lidský zub –⁠ stolička
9. – korunka
10. – kořen
1. –⁠ zubní sklovina
2. – zubovina
3. –⁠ zubní dřeň
4. –⁠ dáseň
5. –⁠ zubní cement
6. – čelistní kost
7. –⁠ céva
8. –⁠ nerv

Zuby vznikly modifikací plakoidních šupin ryb, u některých druhů ryb si tento tvar zachovávají i do dnešních dnů. U obojživelníků a většiny plazů zuby vyrůstají přímo z čelistní kosti, u krokodýlů, vyhynulých dinosaurů a savců včetně člověka jsou zuby zasazené v zubních lůžcích. Čelistní kost je krytá dásní, která zuby pevně obemyká.

### Lidské zuby
Zuby člověka (a obecně všechny brachyodontní zuby) se skládají ze tří částí, z kořene, krčku a korunky. Korunka je ta část zubu, která vyčnívá ze zubního lůžka a je pokrytá sklovinou, nejtvrdší látkou v těle. Sklovina je tvořená mineralizovanými hranoly, je velmi odolná a při poškození nemá schopnost regenerace. Vrstva skloviny je silná jeden až tři milimetry.
Většinu hmoty zubu tvoří zubovina, žlutobílá hmota, která se podobá kosti. Uvnitř zubu je pak dřeňová dutina, ve které je zubní dřeň. Do zubní dřeně kanálky v kořenech zubu pronikají drobné cévy a také nervy, které jsou příčinou citlivosti zubu. Zubní cement je vláknitá kost, která v tenké vrstvě kryje kořen zubu.
Zuby dospělých přirozeně tmavnou během zrání, zubní dřeň v zubech se zmenšuje a je nahrazována dentinem (zubovinou).

### Vývoj lidského chrupu

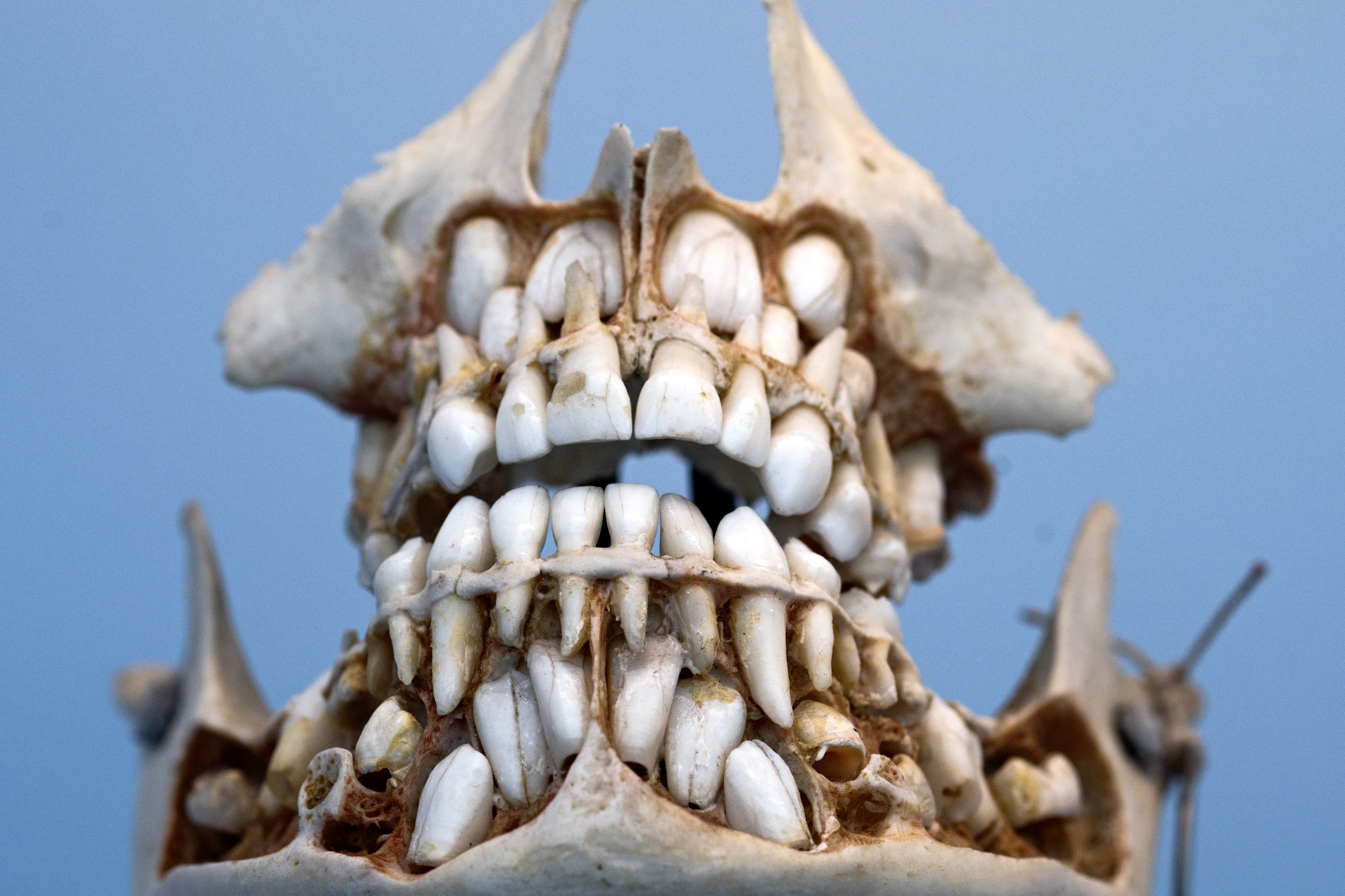
Vývoj zubů v dětské lebce

U lidského zárodku se chrup začíná vyvíjet asi v šestém měsíci těhotenství. Od šestého do osmého měsíce života dítěte dochází k prořezávání zubů, jak roste zubní kořen, tak tlačí korunku skrze dáseň. Zuby mléčné jsou jen dočasným souborem, ve kterém chybí třenové zuby a zuby moudrosti. Nazývá se dentes decidui nebo dentes lactei. Jako první prořezávají dolní vnitřní řezáky a pak horní vnitřní řezáky.
Stálý chrup (dentes permanentes) je tvořen spolu s mléčným chrupem, ale je v klidu do pátého, šestého až sedmého roku, kdy jejich růst naruší kořeny dočasných zubů, což vede k jejich vypadnutí. Stálý chrup roste do čtrnáctého roku, kdy prořezávají „sedmičky“ – druhé stoličky, a má navíc zuby třenové, které rostou hned za špičáky, teprve za nimi jsou pak stoličky. Zuby moudrosti prořezávají jako poslední od patnáctého roku života.

#### Odchylky ve vývoji chrupu
Vývoj lidského chrupu je velmi složitý. Původní počet lidských zubů byl 44, a to 22 zubů v horní a 22 zubů v dolní čelisti. S postupem vývoje zemědělství, dále s průmyslem a především s tepelnou úpravou jídel se počet a tvar zubů upravoval. Dnes je ustáleno 32 zubů.
Odchylky se však nemusí týkat pouze počtu zubů (nadpočetné zuby či naopak menší počet zubů), ale i jejich tvaru, kvality skloviny nebo zuboviny ať již vrozené, či získané.

#### Menší počet zubů
Je to velmi častá odchylka vývoje chrupu, nejčastěji chybějí třetí stoličky stálého chrupu – zuby moudrosti, a to jak v dolní, tak v horní čelisti. Zuby moudrosti mohou růst do konce života. Dalším často chybějícím zubem je druhý třenový zub – premolár, častěji v dolní čelisti, třetím chybějícím zubem v pořadí pak jsou postranní řezáky, častěji horní.

### Semihypselodontní a hypselodontní zuby
Býložravci mají zuby, které po určitou dobu dorůstají, nebo rostou i po celý život. Je tomu tak proto, že rostliny jsou tuhé, těžko stravitelné a zuby se tak snadno obrušují. Typickým příkladem trvale rostoucích zubů jsou řezáky hlodavců nebo zajícovců, nebo kly prasat a slonů. Zuby s prodlouženou dobou růstu jsou stoličky přežvýkavců, hlodavců, koně nebo slona.
Tyto zuby nemají krček, sklovina pokrývá celé tělo zubu, ale netvoří horní vrstvu, je dále krytá cementem. Proto zuby s prodlouženou dobou růstu nejsou bílé.

## Druhy zubů podle tvaru
Existují čtyři základní druhy zubů:
- stoličky – slouží k rozmělňování potravy, jsou ploché s malými hrbolky; člověk jich má 12
- třenové zuby – podobné stoličkám, ale jsou menší, mají méně kořenů a méně hrbolků; člověk jich má 8
- špičáky – slouží k trhání potravy; člověk má 4
- řezáky – slouží k uchopování a krájení potravy; člověk jich má 8.

### Exaktní názvy
V anatomii jsou jednotlivé lidské zuby popisovány jako:
- I1: dens incisivus medialis (první řezák)
- I2: dens incisivus lateralis (druhý řezák)
- C: dens caninus (špičák)
- P1: dens premolaris primus (první třenový zub)
- P2: dens premolaris secundus (druhý třenový zub)
- M1: dens molaris primus (první stolička)
- M2: dens molaris secundus (druhá stolička)
- M3: dens molaris tertius (dens serotinus, třetí stolička, zub moudrosti).

## Nemoci zubů
- zubní plak
- zubní kámen
- zubní kaz
- parodontitida (parodontóza)